# 京都大学医生物学研究所
京都大学医生物学研究所（きょうとだいがくいせいぶつがくけんきゅうじょ、英: Institute for Life and Medical Sciences, Kyoto University）は、京都大学の附置研究所の一つである。2016年10月1日に京都大学ウイルス研究所と京都大学再生医科学研究所が統合して京都大学ウイルス・再生医科学研究所（英: Institute for Frontier Life and Medical Sciences, Kyoto University）が発足し、2022年4月1日に現名称に改称した。ウイルス感染症研究と再生医療の技術確立のための研究を行っている。

## 沿革
ウイルス研究所
- 1956年4月 - 病理・物理の2研究部門をもって発足。

結核研究所・結核胸部疾患研究所・胸部疾患研究所
- 1941年3月 - 当時はまだ治療が難しい病気であった結核の予防および治療を目的として、京都大学に結核研究所を設置。
- 1967年6月 - 結核胸部疾患研究所に改称。
- 1988年4月  - 「胸部疾患に関する学理及びその応用の研究」を目的とした胸部疾患研究所へ改組。

生体医療工学研究センター
- 1980年 - 京都大学に医用高分子研究センターを設置。のち1984年に人工臓器の研究・開発を目的として、臓器再建応用分野が創立。
- 1990年6月 - 生体医療工学研究センターに改称。

再生医科学研究所（再生研）
- 1998年4月9日 - 胸部疾患研究所と生体医療工学研究センターを統合して再生医科学研究所を設置。京都大学大学院医学研究科と協力関係を締結。

2007年には、再生医科学研究所教授・山中伸弥の人工多能性幹細胞（iPS細胞：induced pluripotent stem cell）に関する論文によって、世界的に有名となる。その功績が認められ、2010年に新たに設置された京都大学iPS細胞研究所とともに日本の再生医療研究の中心地となる。
- 2016年10月1日 - 京都大学ウイルス研究所と統合し、京都大学ウイルス・再生医科学研究所が発足。
- 2022年04月1日 - ウイルス・再生医科学研究所の名称を医生物学研究所に変更[1]。

## 組織

### 研究部門
- ウイルス感染研究部門
- 再生組織構築研究部門
- 生命システム研究部門

### 附属施設
- 附属感染症モデル研究センター
- 附属再生実験動物施設
- 附属ヒトES細胞研究センター[注釈 1]